# 1HUNDRED MUSIC
株式会社1HUNDRED MUSIC（ワンハンドレッドミュージック、英: 1HUNDRED MUSIC Co., Ltd.）は、日本のレコードレーベル。2023年6月5日に設立。代表取締役は鈴木玄。

## 概要
2022年12月6日 - 初の主催イベントである『9roovy』をSHIBUYA PLEASURE PLEASUREにて開催。
2023年6月5日 - 法人化。レーベル名である「1HUNDRED MUSIC」はジャンルや界隈、生い立ち等の先天的な要因を乗り越えて"百通りの音楽"を生み出していくという理念のもとに設立された。

## 所属アーティスト
- OHL（2023年 - ）

## 主催・制作イベント
- 9roovy（2022年12月6日、主催/企画/制作）
- STAGE ON THE BET（2024年3月19日、共同主催/企画/制作）
- LIMI produced by OHL Inc.（2024年3月19日、主催/企画/制作）